# ヤンターリ‐4K2M
ヤンターリ-4K2M (ロシア語: Янтарь、)はロシアの偵察衛星。現在も運用されているヤンターリ系の衛星である。コバルト-Mとも呼ばれる。他のヤンターリ系衛星と同じくデジタルカメラではなくフィルムカメラが利用されており、写真の質の向上を可能にしている。欠点としてはフィルムは地球に簡単には戻せないため、輸送に特別な方法が必要な点が上げられる。
ヤンターリ-4K2Mはヤンターリ-4K2の能力向上方であり、2004年にコスモス2410として初打ち上げが行われた。この衛星はミッション中の3個のフィルムを地球に帰還させた。最初の2個はSpK(Spuskayemaya Kapsula)と呼ばれるフィルム回収缶で行われ、最後の1個は衛星の特別機器モジュールで回収された。

## 一覧
| 衛星           | 打ち上げ日     | 着陸日         | 期間  |
| -------------- | -------------- | -------------- | ----- |
| コスモス2410号 | 2004年9月24日  | 2005年1月10日  | 108日 |
| コスモス2420号 | 2006年5月3日   | 2006年7月19日  | 76日  |
| コスモス2427号 | 2007年6月7日   | 2007年8月23日  | 76日  |
| コスモス2445号 | 2008年11月14日 | 2009年2月23日  | 101日 |
| コスモス2450号 | 2009年4月29日  | 2009年7月27日  | 89日  |
| コスモス2462号 | 2010年8月10日  | 2010年7月21日  | 102日 |
| コスモス2472号 | 2011年6月27日  | 2011年10月24日 | 119日 |
| コスモス2480号 | 2012年5月17日  | 2012年9月24日  | 130日 |
| コスモス2495号 | 2014年5月6日   | 2014年9月2日   | 119日 |
| コスモス2505号 | 2015年6月5日   | 2015年9月17日  | 104日 |

## 註